# Električna kitara
1. Glava
2. Sedlo
3. Vijaki
4. Polja
5. Palica za uravnavanje ukrivljenosti vratu
6. Označena polja
7. Vrat
8. Stik vratu in trupa
9. Trup
10. Magneti
11. Elektronika kitare
12. Most
13. Varovalna plošča

Električna kitara je tip kitare, ki za svoje delovanje uporablja magnete. Ti pretvorijo valovanje strun v električni tok, ta pa se zatem ojača. Tok, ki pride iz kitare, je velikokrat spremenjen s pomočjo efektov, tako da lahko igralec dobi čim boljši zvok. Ta se nato dokončno oblikuje v kitarskem ojačevalcu, ki lahko ustvari akustičen ali električen zvok. Kitaristi pogosto uporabljajo efekte, ki zvoku dodajo distorzijo, wah-wah in druge zvočne spremembe.Največ električnih kitar ima 6 strun, nekaj jazz in metal kitaristov pa uporablja kitare s sedmimi strunami. Električne kitare z dvanajstimi strunami pa so največkrat uporabljene v zvrsteh kot sta jangle pop in rock.
Električna kitara je sedaj uporabljeno v skoraj vseh podzvrsteh rock'n'rolla, bluesa, jazza, country glasbe, najdemo jo celo v sodobni klasični glasbi.
Zaradi svojega značilnega zvoka je električna kitara postala zelo priljubljen instrument zadnjih let dvajsetega stoletja.

## Zgodovina
Potreba po električnih kitarah je nastala v obdobju big band zasedb, saj takratne kitare niso bile dovolj glasne za takratne instrumente jazz zasedb v 30-ih in 40. letih. Prve električne kitare so bile narejene iz votlih trupov akustičnih kitar, na katere so pritrdili magnete.
Električno kitaro so prvi uporabljali jazzovski kitaristi, ki so uporabljali hollow-body inštrumente za močnejši in jasnejši zvok v večjih dvoranah. Prve električne kitare so bile hollow-body akustični inštrumenti z magneti, ki jih je izumila Rickenbaker company leta 1931. Eno prvih električnih kitar je naredil Les Paul, prva komercialno uspešna kitara pa je bila Fender Esquire leta 1950. Električna kitara je bila ključni inštrument v večini glasbenih zvrsteh v poznih štiridesetih, kot so chikago blues, rock'n roll in blues rock v šestdesetih. Uporabljena je bila tudi v drugačnih zvrsteh, vključno s country music in celo v nekaterih zvrsteh sodobne klasične glasbe.
Električne kitare so bile prvotno narejene po izbiri izdelovalcev kitar in elektronskih navdušencev. Izumitelj kitar Les Paul je eksperimentiral z mikrofoni, ki so bili povezani s kitaro. Nekaj prvih električnih kitar je bilo narejenih tako, da so hollow-body akustičnim kitaram dodali magnete. Ta tip kitare je prvič proizvedla Electro String Instrument Corporation v Los Santosu pod vodstvom Adolpha Rickenbacherja in George Beauchamp, leta 1932. Njun prvi model je izdelal Harry Watson, rokodelec pri Electro String Company. Novo kitaro so pri Electro Stringu poimenovali Rickenbacker, po njenem izumitelju in je prva svoje vrste.
Prvi nastop z električno kitaro z ojačevalcem je bil nastop kitarista Gagea Brewerja leta 1932. The Wichita, 
Prve posnetke električnih kitar so posneli Hawaiian Style kitaristi kot so Andy Iona leta 1933. Bob Dunn iz Milton Brown's Musical Brownies je predstavil Hawaiisko električno kitaro zahodnemu Swingu s svojimi Dacca posnetki, skoraj povsem oddaljenih od Hawaiiskega glasbenega stila in bolj nagnjenih k Jazzu in Bluesu. Rey je bil umetnik, ki je pokazal inštrument občinstvu in kasneje razvil kitaro z jeklenim pedalom za Gibson Company. Zagovornik take kitare pa je bil tudi španski jazz kitarist George Barnes, ki jo je uporabil v dveh pesmih Sweetheart Land in It's a Low-Down Dirty Shame. Nekateri zgodovinarji so prvo pesem pripisali Eddieju Durhamu, vendar je njegov posnetek z Kansas City Five izšel šele 15 let kasneje. Durham je predstavil inštrument mlademu Charlieju Christianu, ki je v svojem kratkem življenju naredil inštrument slaven, in je tudi znan kot prvi električni kitarist, imel pa je tudi ogromen vpliv na jazzovske kitariste.
Prvi kitaristi, ki so posneli plošče so bili : Jack Miller (Orville Knapp Orch.), Alvino Rey (Phil Spitalney Orch.), Les Paul (Fred Warring Orch.), Danny Stewart (Andy Iona Orchestra), George Barnes (under many alias), Floyd Smith, Bill Broonzy, T-Bone Walker, George Van Eps, Charlie Christian (Benny Goodman Orch.) Tampa Red, Memphis Minnie, and Arthur Cruddup.
Prve električne kitare so bile : Rickenbacker (prvotno imenovana  Ro-Pat-In) leta 1932, Dobro leta 1933, National, AudioVox in Volu-tone leta 1934,Vega, Epiphone (Electrophone in Electar), in Gibson leta 1935 in druge v letu 1936.
Danes najbolj poznana različica električne kitare je solid body kitara, ki je narejena iz trdnega lesa, brez prostora znotraj kitare, ki bi povzročil odmevajoč zvok. Rickenbacher, ki ga kasneje poznamo pod imenom Rickenbacker, pa je vseeno ponudil odlitek aluminijeve električne kitare iz jekla, ki so jo poimenovali The Frying pan ali po naše ponev, leta 1931. Kitara ima precej moderen zvok, ker pa ni iz lesa ima precej odmevajoč zvok. Podjetje Audiovox je kupila Frying Pan od Rickenbacherja in proizvedla kitaro leta 1930, a je bila izdelana iz lesa.
Fender
Leta 1946 je popravljalec radiev in izdelovalec inštrumentov Leo Fender v svojem podjetju Fender Company izdelal prvo trgovsko uspešno solid-body kitaro, z enim samim magnetom, katero so poimenovali Esquire. Bila je odmik od tipičnih hollow-body jazz inštrumentov tistega časa, zanjo pa so se takoj navdušili Country izvajalci v Kaliforniji. Dvo-magnetno verzija Esquire so poimenovali Broadcaster. Kakorkoli, Gretsch pa je imel takrat na tržišču set bobnov enakega imena, zato je Fender kitaro preimenoval v Telecaster.
Vox
Leta 1962 je Vox predstavil peterokotno Phantom kitaro, prvotno izdelano v Angliji, vendar je bila kmalu ponovno narejena v Alter EKO v Italiji. Leto kasneje je bila na podlagi te kitare izdelana Mark VI, kitara v obliki solze, ki ga je uporabljal Brian Jones iz The Roling Stones in kasneje Johnny Thunders iz The New York Dolls. Pri Voxu so eksperimentirali z efekti na trupu in elektroniko. V sredini šestdesetih, ko je postal zvok 12 strunske kitare popularen, je Vox predstavil Phantom XII in Mark XII, 12 strunski električni kitari kot tudi Tempest XII ki je uporabljal bolj običajen Fender stil, zato ju mnogokrat spregledano kot Vox klasika iz šestdesetih. Nekaj kitar, ki so bile proizvedene v 60ih je bilo proizvedenih v Italiji. Vox je prav tako proizvajal tradicionalne 6 ali 12 strunske električne kitare v Italiji in v Angliji. 12 strunska kitara je imela precej širši vrat in večji trup in je tehtala skoraj 12 kg, zato so nanje igrali tudi na mizah kot na klavir.

## Sestava kitare

### Deli kitare
Če primerjamo akustično ter električno kitaro vidimo, da imata mnogo sestavnih delov zelo podobnih; obe imata največkrat šest strun, dolg vrat s prečkami in glavo z vijaki. Glavne razlike med njima so na trupu.
Če zabrenkamo na struno električne kitare, ki ni vključena, se zvok, ki ga ustvarijo strune, komaj sliši. Temu je tako zato, ker trup električne kitare ni votel in se zato vibracije strun v njem ne morejo ojačati.
Električne kitare vibracije strun prenesejo kot elektronski signal do ojačevalca in zvočnika. To omogočajo magneti pod strunami.

### Magneti
Magnet je ovit s približno 7000 ovoji tanke bakrene lakirane žice. Uporabna lastnost magneta znotraj tuljave je, da lahko z gibanjem feromagnetnega telesa v njegovem magnetnem polju in s tem spreminjanjem električnega pretoka, v sebi inducirajo električno napetost. Kovinske strune, ki predstavljajo feromagnetno telo, nad magnetom vibrirajo. To povzroči vibracijo enake frekvence v magnetnem polju magneta in s tem tudi električni tok.

Obstaja več vrst magnetov (enojni, dvojni, tudi taki, ki za svoje delovanje potrebujejo napajanje). Po navadi je za vsako struno uporabljen eden. Ločeni magneti omogočajo nastavitev višine vsakemu posameznemu magnetu. Bližje je struna magnetu, močnejši je signal. Večina kitar ima dva ali tri različne magnete na različnih mestih trupa. 
Te značilne razporeditve imenujemo konfiguracije magnetov. Razporeditev in vrsta magnetov je pomembna zato, ker ima vsak magnet svoj značilen zvok, na zvok pa vpliva tudi njegov položaj na kitari. 
Spreminjanje zvoka je še bolj očitno pri raznih kombinacijah aktivnih magnetov, to je vrsti magnetov, ki za svoje delovanje potrebuje napajanje.

V glavnem obstajata dva različna tipa magnetov: Humbucker (dvojni magnet) in Single Coil (enojni magnet).

### Tremolo
Remola, konec 70-iuišal rešiti ta problem. Predstavil je prve izboljšave th let  je pričel eksperimentirati s fiksiranim sedlom in mostom, ki preprečujeta razglasitev kitare ob ekstremni uporabi tremola.

### Zvok in efekti
Zvok akustične kitare je v večji meri odvisen od vibriranja trupa in zraka v njem; zvok električne kitare pa je skoraj v celoti odvisen od magnetično induciranega električnega signala, ki nastane z vibriranjem železnih strun blizu občutljivih magnetov. Ta signal se nato na svoji poti lahko oblikuje s posebnimi napravami, ki spremenijo ton in karakteristiko signala.
V 60. letih dvajsetega stoletja so nekateri kitaristi pričeli distorzirati zvok kitare tako, da so povečali gain ali glasnost v predojačevalcu. Tako so ustvarili "fuzzy" zvok. Kasneje je bil zvok kitare še bolj spremenjen z dodatnimi efekti.
Najznačilnejši efekti so: distortion, overdrive, chorus, fuzz, wah-wah, flanger, compression, delay, reverb in phase shifter.

## Tipi električnih kitar

### Solid body
'Solid body' je izraz za ne-votel trup kitare. Take kitare nimajo luknje in votlega trupa, ki bi ojačala vibracije strun. Po navadi so narejene iz lakiranega trdnega lesa in imajo šest strun. Zvok nastane s pomočjo magnetov, ki pretvorijo vibracije strun v električni tok.
Prvi, ki je uporabil tak tip trupa, je bil Les Paul. Prve take kitare so bile Fender Broadcaster (kasneje Telecaster), narejene leta 1948, pet let po prvi Les Paul-ovi kitari s takim trupom.

### Hollow body
'Hollow body' je izraz za votel trup kitare. Te kitare imajo votel trup, na katerega so pritrjeni magneti. So podobne kitaram z 'solid body' trupom, le da pri tem trupu magneti v električni signal pretvorijo vibriranje strun in vibriranje trupa.

### Elektro - akustične kitare
Tudi nekatere akustične kitare z železnimi strunami imajo vgrajene magnete, ki delujejo kot mikrofon. Lahko imajo piezo-pickup-e nameščene pod mostom ali pa majhen kondenzatorski mikrofon pritrjen znotraj trupa kitare, ki pretvori vibriranje trupa v električni signal. Po navadi imajo take kitare na zunanjem delu trupa še regulator visokih, srednjih in nizkih tonov. So istega videza kot akustične kitare, vendar niso istega tipa kot 'solid body' ali 'hollow body' kitare, ker te proizvedejo zvok z vibriranjem strun.

### Steel kitare
Imenovane tudi havajske kitare. To je v bistvu lahko vsaka kitara, ki ima nekoliko privzdignjene strune in se igra na poseben način: z eno roko podobno kot citre in z drugo roko z drsnikom (zvok podoben "bottle necku"). Imajo lahko od 6 do 12 strun in enega ali več vratov. Električne so lahko od oblike "ponev" (Rickenbacker Frying Pan) ali kabinetov z nogami (Gibson Console Grande).

### Sorodni članki
- Kitara